# Scorpiurus muricatus

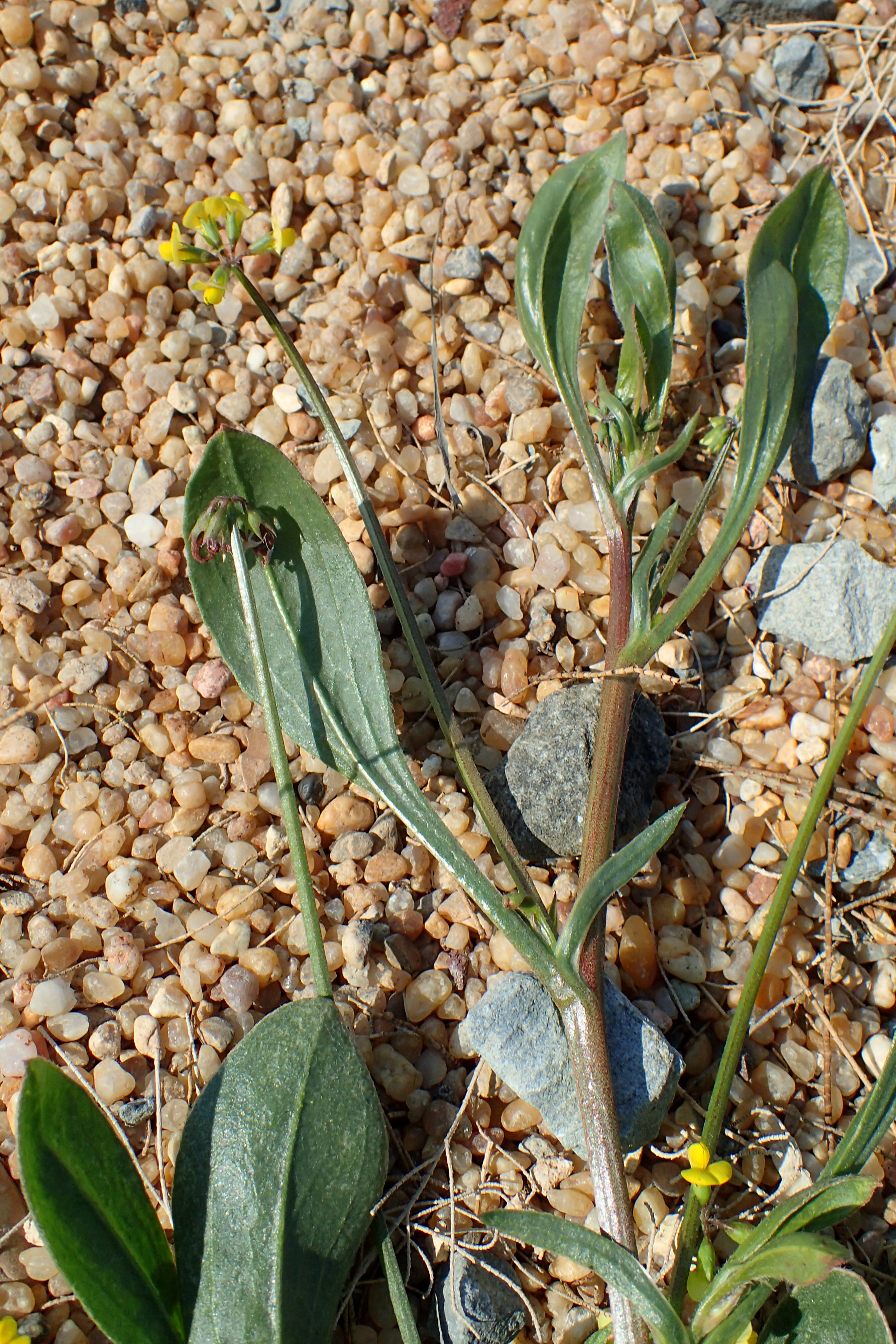
Hojas

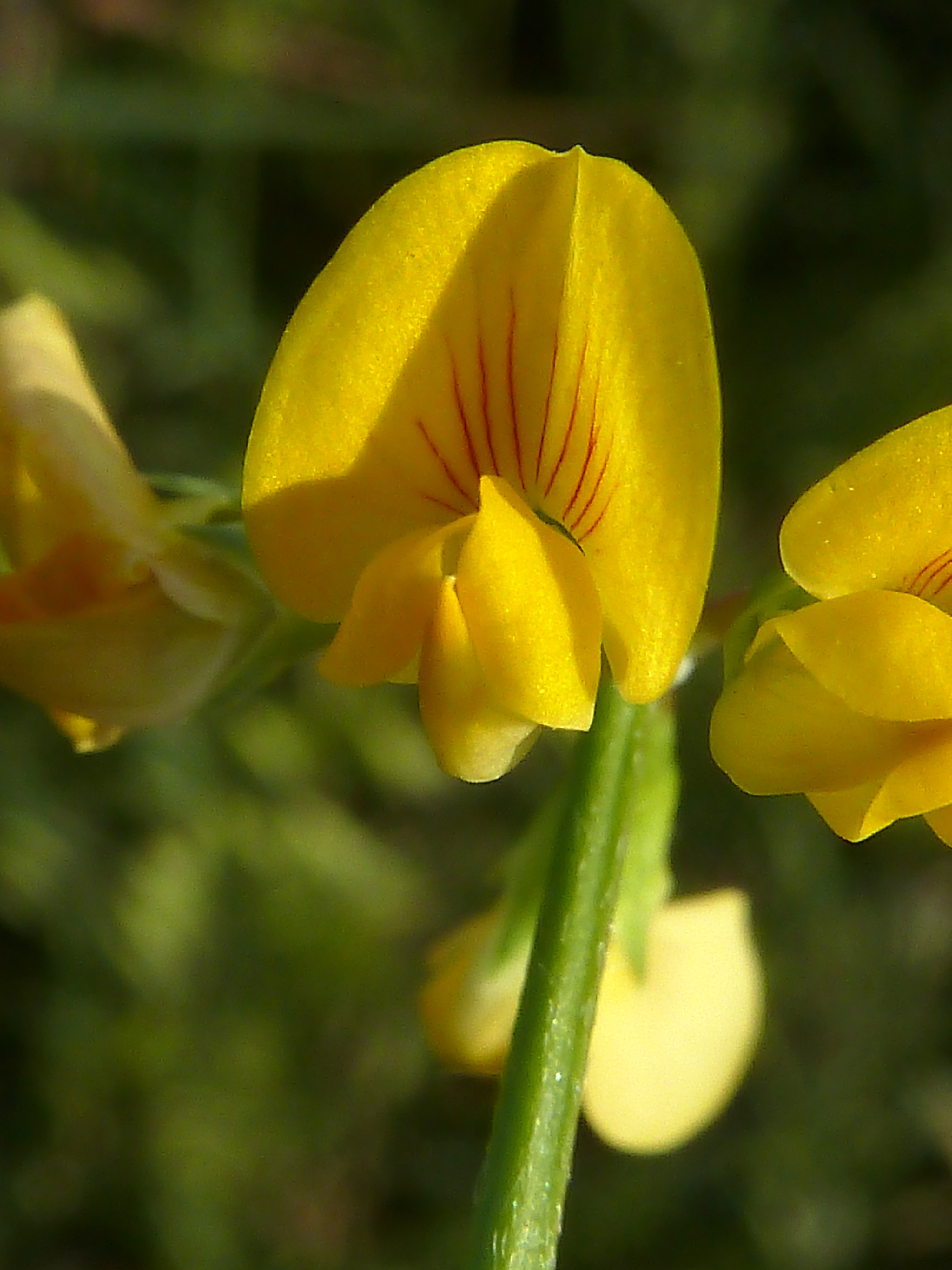
Flor, detalle

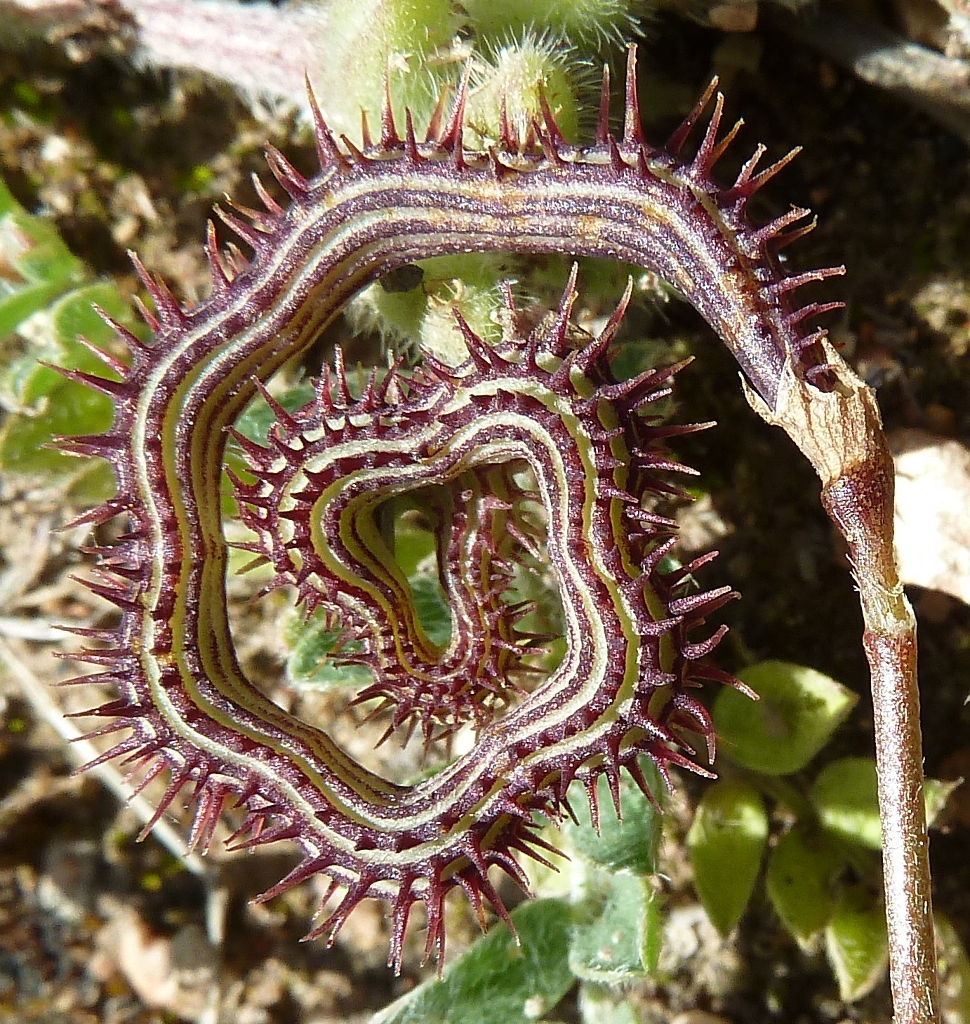
Fruto inmaduroin situ

Scorpiurus muricatus, conmúnmente llamado granillo de oveja, entre otros nombres vernáculos, es una especie de planta herbácea del género Scorpiurus de la familia Fabáceae.

## Descripción
Es una planta herbácea de hasta 60 cm de alto, con tallos generalmente glabros y erectos o decumbentes. Las hojas, estipuladas, pecioladas y algo pubescentes son, característica inhabitual en la familia, enteras y de forma elíptica. Las inflorescencias, axilares y con un pedúnculo de 5-15 cm, están conformadas por 1-5 flores pediceladas; tienen el cáliz, algo peludo, bilabiado, el superior bífido y el inferior trífido, mientras la corola, papilionácea, es de color amarillo con líneas rojas divergentes en el estandarte. El fruto es una legumbre  indehiscente, enrollada en una o varias espiras concéntricas, con costillas longitudinales ventrales cubiertas de tubérculos o de excrecencias puntiagudas. Contiene 5-9 semillas lineares, arqueadas en sus extremos, amarillentas o negruzcas.

## Distribución
Originalmente circum-mediterránea, incluido Oriente Medio; extendida hasta Europa central y África oriental (Etiopía).

## Usos
El extracto de materia verde posee efectos  alelopáticos en  microbios del género Fusarium  debido a la alta concentración de fitoalexinas en los tejidos.
Es una planta de jardín usada como cobertura del suelo. Sus densamente pilosas legumbres pueden agregarse a ensaladas, pero es raramente usada así.

## Taxonomía
La especie fue creada por Carlos Linneo y publicada en Species Plantarum, vol. 2, p. 745, 1753.
Etimología
- Scorpiurus: vocablo compuesto a partir del griego σχoρπίoς, el escorpión, y oύρo, cola, rabo; o sea, 'cola de escorpión' por la forma del fruto retorcido.
- muricatus: prestado del latín mǖrǐcātus, -a, -um, derivado de murex, -icis, el caracol Murex; ornamentado con puntas como las de este gasterópodo, por los tubérculos del fruto.

Sinónimos
- Scorpioides muricata  (L.) Medik.
- Scorpiurus echinatus Lam.
- Scorpiurus echinatus raza subvillosus Samp.
- Scorpiurus echinatus var. laevigatus sensu Samp.
- Scorpiurus echinatus var. muricatus (L.) Samp.
- Scorpiurus echinatus var. subvillosus sensu Brot.
- Scorpiurus helicoidea P.Palau
- Scorpiurus laevigatus Sm.
- Scorpiurus margaritae P.Palau
- Scorpiurus muricatus subsp. laevigatus (Sm.) Thell.
- Scorpiurus muricatus var. margaritae (P.Palau) E.Domínguez & Galiano
- Scorpiurus muricatus subsp. subvillosus (L.) Thell.
- Scorpiurus muricatus subsp. sulcatus (L.) Thell.
- Scorpiurus oliverii P.Palau
- Scorpiurus subvillosa L.
- Scorpiurus subvillosus auct.
- Scorpiurus subvillosus auct. lusit.
- Scorpiurus subvillosus L.
- Scorpiurus subvillosus subsp. sulcatus (L.) Hayek
- Scorpiurus sulcata
- Scorpiurus sulcatus L.
- Scorpiurus sulcatus subsp. muricatus (L.) Batt. in Batt. & Trab.
- Scorpiurus sulcatus var. muricatus (L.) Pérez Lara
- Scorpiurus sulcatus var. subvillosus sensu Pérez Lara[4][5]

## Citología
Número de cromosomas: 2n=28.

## Nombres vernáculos
- Castellano: cagarria (3), granillo, granillo de oveja (7), granillo oveja, hierba del alacrán (2), hierba del escorpión (3), lechuguilla (3), lengua de oveja, lengua oveja, llantén de agua (2), oreja de liebre (2), orejas de liebre, orejica de liebre, orejicas de liebre, oruga erisada, oruga erizada (las cifras entre paréntesis indican la frecuencia del uso del vocablo en España).[4]